# Chaphug Thang
Chaphug Thang (Chinees: Qaputang) is een grote gemeente in de provincie Qinghai in China. Het is de hoofdplaats van het arrondissement Dzatö in de Tibetaanse autonome prefectuur Yushu.